# Eumaeus hagmanni
Eumaeus hagmanni is een vlinder uit de familie van de Lycaenidae. De wetenschappelijke naam van de soort is voor het eerst geldig gepubliceerd in 1923 door Röber.